# Pidlisky (obwód chmielnicki)
Pidlisky (ukr. Підліски, do 2016 Łeninśke, ukr. Ленінське) – wieś na Ukrainie, w obwodzie chmielnickim, w rejonie chmielnickim, w hromadzie Teofipol. W 2001 liczyła 110 mieszkańców, spośród których 109 wskazało jako ojczysty język ukraiński, a 1 rosyjski.